# Vanda merrillii
Vanda merrillii là một loài thực vật có hoa trong họ Lan. Loài này được Ames & Quisumb. miêu tả khoa học đầu tiên năm 1932.

## Hình ảnh

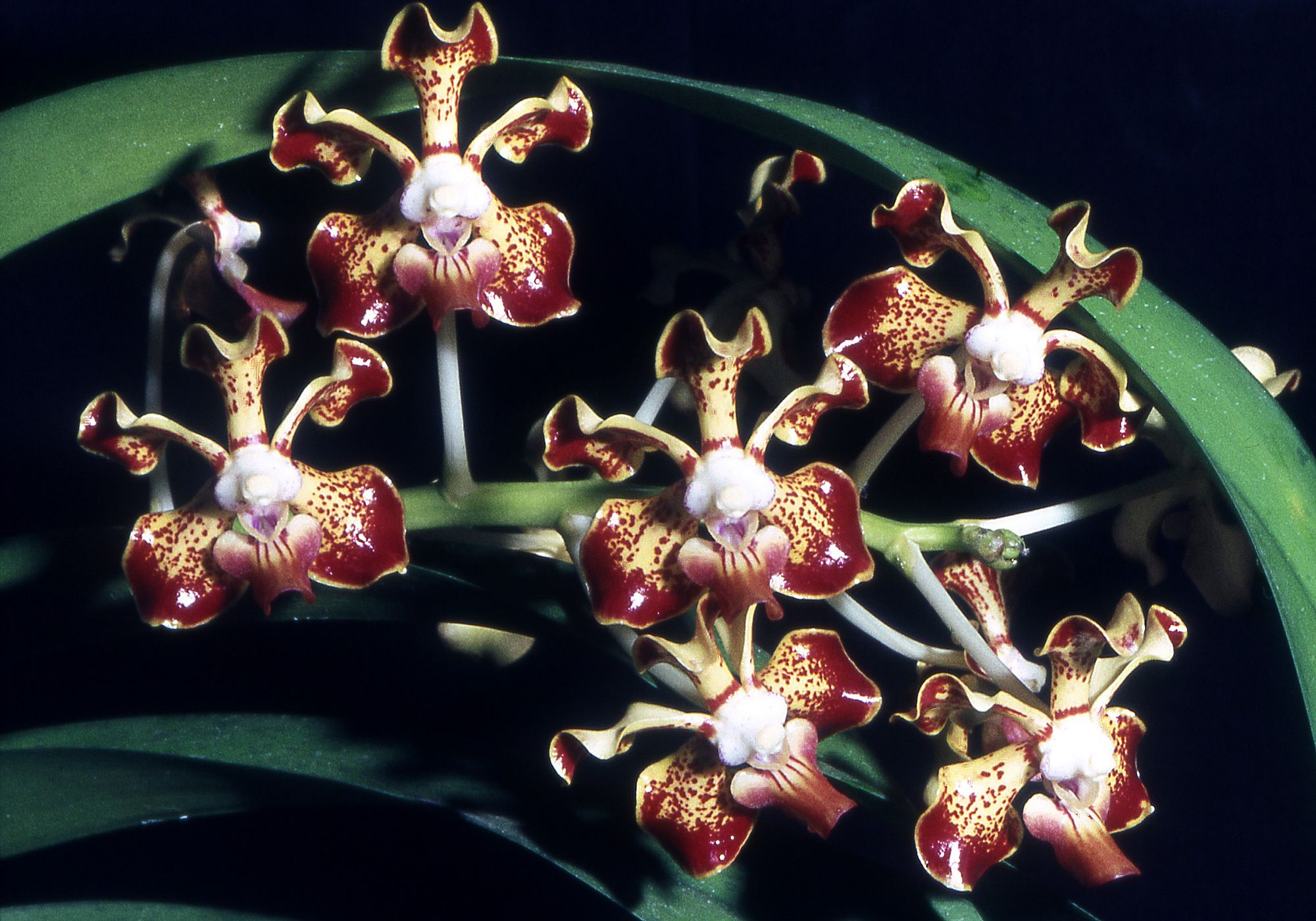